# Точило, Алексей Миронович
Алексей Миронович Точило (бел. Аляксей Міронавіч Тачыла; 20 января 1927 — 28 ноября 2012) — звеньевой колхоза имени Жданова Житковичского района Гомельской области Белорусской ССР. Герой Социалистического Труда (12.12.1973).

## Биография
Родился 20 января 1927 года в деревне Вересница, центре Вересницкого сельсовета Туровского района Мозырского округа Белорусской ССР, ныне агрогородок Вересница, центр сельсовета в составе Житковичского района Гомельской области Белоруссии. Из многодетной крестьянской семьи. Белорус.
Получил неполное среднее образование в местной школе. Рано начал трудовую деятельность, помогая родителям по хозяйству. В  Великую Отечественную войну подростком пережил немецко-фашистскую оккупацию (1941—1944) и продолжал работать до призыва в армию. В 17 лет в декабре 1944 года призван в ряды Красной армии. Прошёл обучение в отдельном запасном батальоне 75 запасного стрелкового полка 34-й запасной стрелковой дивизии. Участник Великой Отечественной войны на завершающем этапе. В 1945 году — матрос, пулемётчик-зенитчик 2-й Лунинецкой Краснознамённой бригады речных кораблей Краснознамённой ордена Ушакова Днепровской военной флотилии. Награждён медалью «За победу над Германией в Великой Отечественной войне 1941—1945 гг.». После расформирования флотилии продолжил службу на Краснознамённом Балтийском флоте.
В 1951 году был уволен в запас и вернулся на родину. Окончил курсы трактористов-машинистов при Туровской машинно-тракторной станции (МТС) Туровского района Полесской (с 1954 года Гомельской области. С 1952 года трудился трактористом в этой организации, за трудовые достижения награждён орденом «Знак Почёта». После упразднения МТС в 1958 году продолжил трудиться механизатором в колхозе имени Жданова Туровского района (в 1962 году присоединён к Житковичскому району Гомельской области). В 1970 году вступил в КПСС.
Постоянно занимался самообразованием, активно применяя новаторские разработки в земледелии и передовые формы организации сельскохозяйственного производства. Уже в зрелом возрасте успешно окончил вечернюю школу, получив среднее образование. В 1960-х годах активно участвовал во внедрении комплексной механизации в колхозе, который стал специализироваться на выращивании зерновых и кормовых культур. Будучи сторонником перехода на звеньевую систему организации труда, стал одним из первых, кто возглавил механизированное звено по выращиванию кормовой свёклы. Самоотверженный труд и умелая организация труда подчинённых принесли вскоре свои результаты. На протяжении восьмой и девятой пятилеток звено А. М. Точило успешно перевыполняло принятые социалистические обязательства, добиваясь стабильно высоких показателей урожайности на вверенном участке. Самоотверженный труд звеньевого был дважды отмечен орденами Ленина. Свекловоды каждый год собирали тысячу и более центнеров свёклы с каждого гектара. Особенно успешным для них стал 1973 год, когда они смогли добиться рекордной урожайности кормовой свёклы, получив более 1600 центнеров корнеплодов с гектара.
Указом Президиума Верховного Совета СССР от 12 декабря 1973 года за большие успехи, достигнутые во Всесоюзном социалистическом соревновании, и проявленную трудовую доблесть в выполнении принятых обязательств по увеличению производства и продажи государству зерна, картофеля, сахарной свёклы и других продуктов земледелия в 1973 году Точило Алексею Мироновичу присвоено звание Героя Социалистического Труда с вручением ордена Ленина и золотой медали «Серп и Молот».
В дальнейшем мастер-свекловод Точило трудился так же ударно, на полевых работах не было ему равных в трудолюбии, исполнительности, энергичности и самоотверженности в любом деле. Из года в год урожайность в его звене оставалась стабильно высокой. Его звено долгие годы было одним из лучших в хозяйстве. За трудовую доблесть был награждён орденом Октябрьской Революции. В колхозе имени Жданова (с 1989 года носил название «Первое Мая», позднее как производственный участок «Вересница» вошёл в состав ОАО «Туровщина») Алексей Миронович продолжал трудиться даже по достижении пенсионного возраста и вышел на заслуженный отдых только в 1996 году.
Избирался делегатом XXVІ съезда КПСС (1981).
Проживал в родной деревне Вересница. Умер 28 ноября 2012 года. Похоронен в деревне Вересница Житковичский район Гомельской области Белоруссии.

## Награды и звания
- Золотая медаль «Серп и Молот» (12.12.1973)
- Орден Ленина (22.03.1966)
- Орден Ленина (08.04.1971)
- Орден Ленина (12.12.1973)
- Орден Октябрьской Революции
- Орден Знак Почёта (20.05.1966)

- Медаль «В ознаменование 100-летия со дня рождения Владимира Ильича Ленина» (6 апреля 1970)
- Медаль «За трудовое отличие» (27.12.1954)
- Медаль «За победу над Германией в Великой Отечественной войне 1941—1945 гг.» (9 мая 1945[4])[3]
- Юбилейная медаль «Двадцать лет Победы в Великой Отечественной войне 1941—1945 гг.» (7 мая 1965[5])
- Юбилейная медаль «Тридцать лет Победы в Великой Отечественной войне 1941—1945 гг.»[6]
- Медаль «Сорок лет Победы в Великой Отечественной войне 1941-1945 гг.»[7]
- Медаль «Ветеран труда»
- Медаль «30 лет Советской Армии и Флота»[8]
- Юбилейная медаль «40 лет Вооружённых Сил СССР»[9]
- Юбилейная медаль «50 лет Вооружённых Сил СССР» (26 декабря 1967[10])
- Юбилейная медаль «60 лет Вооружённых Сил СССР» (28 января 1978[11])
- Юбилейная медаль «70 лет Вооружённых Сил СССР» (28 января 1988[12])
- Знак «Гвардия»
- Знак МО СССР «25 лет Победы в Великой Отечественной войне» (24 апреля 1970)

## Память
- На могиле установлен надгробный памятник.
- Его имя увековечено в Главном Храме Вооружённых сил России, и навсегда запечатлено на мемориале «Дорога памяти»